# Gonatocerus

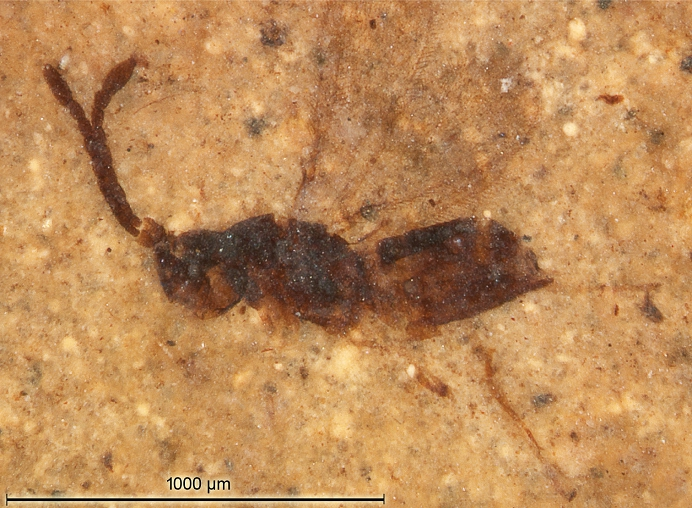
Ископаемый вид Gonatocerus greenwalti

Gonatocerus (лат.) — род хальцидоидных наездников из семейства Mymaridae (Gonatocerini). Паразиты насекомых.

## Распространение
Космополитный род. В Палеарктике более 40 видов, в Австралии около 80 видов, в Неотропике около 100 видов.

## Описание
Мелкие хальцидоидные наездники.
Длина тела: 0,6—2,6 мм. Усики нитевидные. По числу сегментов антенн наблюдается половой диморфизм: они 12-члениковые у самок (жгутик 8-члениковый) и 13-члениковые у самцов (жгутик 11-члениковый). Лапки состоят из 5 сегментов. Четыре перепончатых крыла (задняя пара меньше передней) с полностью редуцированным жилкованием. Брюшко стебельчатое. Некоторые представители рода обнаружены в ископаемом состоянии, например, вид Gonatocerus rasnitsyni найден в палеогеновых отложениях США.
Паразитируют на яйцах цикадок (Cicadellidae) и горбаток (Hemiptera, Membracoidea).

## Систематика
Крупнейший род мимарид (Mymaridae), который в старом широком объёме включал более 400 видов. В 2015 году в ходе его реклассификации род был разделён на несколько новых: Lymaenon Walker (160 видов, группа litoralis group), Cosmocomoidea Howard (= ater group, 100 видов), Gonatocerus (где осталось около 50 видов; = sulphuripes group), Gahanopsis Ogloblin (= deficiens group), Gastrogonatocerus (= membraciphagus group, 10 видов), Yoshimotoana Huber (= masneri group, 1 вид), Zeyanus Huber (= asulcifrons group, 9 видов) и другие.
- Gonatocerus arkadak Triapitsyn, 2010[6]
- Gonatocerus ashmeadi Girault, 1915
- Gonatocerus atriclavus Girault, 1917
- Gonatocerus barbos Triapitsyn, 2010[6]
- Gonatocerus berezovskiyi Triapitsyn, 2013[3]
- Gonatocerus beshbarmak Triapitsyn, 2013[3]
- Gonatocerus bicoloriventris Zeya, 1995
- Gonatocerus bukashka Triapitsyn, 2013[3]
- Gonatocerus cunctator (Mathot, 1969)
- Gonatocerus fasciatus  Girault, 1911
- Gonatocerus gerasim Triapitsyn, 2010[6]
- †Gonatocerus greenwalti Huber in Huber & Greenwalt, 2011[2]
- Gonatocerus impar Huber, 1988
- Gonatocerus incomptus Huber, 1988
- †Gonatocerus janzeni Huber, 2015 (балтийский янтарь)[4]
- Gonatocerus kalika Triapitsyn, 2013[3]
- Gonatocerus karakum Triapitsyn, 2013[3]
- Gonatocerus karlik Triapitsyn, 2013[3]
- Gonatocerus katraps Triapitsyn, 2013[3]
- Gonatocerus kazak Triapitsyn, 2013[3]
- Gonatocerus kikimora Triapitsyn, 2013[3]
- Gonatocerus kiskis Triapitsyn, 2010[6]
- Gonatocerus komarik Triapitsyn, 2013[3]
- †Gonatocerus kootenai Huber in Huber & Greenwalt, 2011[2]
- Gonatocerus koziavka Triapitsyn, 2013[3]
- Gonatocerus krasavchik Triapitsyn, 2013[3]
- Gonatocerus kulik Triapitsyn, 2013[3]
- Gonatocerus kum Triapitsyn, 2013[3]
- Gonatocerus kusaka Triapitsyn, 2013[3]
- Gonatocerus morgani S. Triapitsyn, 2006[7]
- Gonatocerus morrilli (Howard, 1908)
- Gonatocerus mumu Triapitsyn, 2010[6]
- Gonatocerus novifasciatus Girault, 1911
- Gonatocerus rakitovi Triapitsyn, 2010[6]
- †Gonatocerus rasnitsyni Huber in Huber & Greenwalt, 2011[2]
- Gonatocerus svat Triapitsyn, 2013[3]
- Gonatocerus triguttatus  Girault, 1916
- Gonatocerus uat S. Triapitsyn, 2006 [7]
- Gonatocerus walkerjonesi S. Triapitsyn, 2006[7]
- Gonatocerus woohoo Triapitsyn, 2013[3]
- Другие виды